# Дашковка (Полтавская область)
Дашковка (укр. Дашківка) — село в Полтавском районе Полтавской области Украины. Население по переписи 2001 года составляло 406 человек.

## Географическое положение
Село Дашковка находится в 4,5 км от левого берега дельты реки Ворскла. На расстоянии в 1,5 км расположено село Шевченки. Через село проходит ирригационный канал.